# Veoh
Veoh est une entreprise située à San Diego, Californie, gérant un site de vidéo en ligne, permettant aux utilisateurs de trouver et de visionner des œuvres des grands studios, des productions indépendantes ou du contenu créé par l'utilisateur.
L'entreprise reçoit l'attention des médias après que Michael Eisner (ancien président de Disney) a rejoint le conseil d'administration. En avril 2006, il est un des investisseurs (aux côtés de AOL Time-Warner) dans la deuxième série de financement de Veoh, s'élevant à 12,5 millions de dollars, et a réaffirmé son statut d'investisseur de l'entreprise en août 2007, en participant aux 25 millions de dollars de la Série C de financement.

## Histoire
Veoh est en 2003 par Dmitry Shapiro. L'entreprise lance une première version de sa technique de distribution en septembre 2005, et entame ses services complets en bêta en mars 2006. Veoh est officiellement lancée (hors bêta) en février 2007. L'entreprise a rassemblé de 40 millions de dollars provenant d'investisseurs en capital-risque et d'investisseurs spécialisés dans les médias. Time Warner, l'entreprise de Michael Eisner Tornante, Spark Capital, Shelter Capital Partners, Tom Freston's Firefly3 LLC et Jonathan Dlgen (ancien directeur de Viacom Entertainment Group) sont tous d'importants investisseurs.
En plus du contenu généré par les utilisateurs diffusé par Veoh, Veoh a émis du contenu appartenant à de grandes compagnies de média tels que CBS, le réseau MTV de Viacom, FEARnet, Billboard, Ford Models, NCAA Football, US Weekly, TV Guide et autres. Parmi les créateurs indépendants présents sur Veoh, on trouve NextNewNetwork, 60 Frames, Can We Do That, Goodnight Burkank, et Dave and Tom.

## Options de visionnage
Veoh propose deux options de visionnage. Le site Veoh.com permet de regarder des vidéos en lecture en continu (streaming), et est actuellement utilisé par plus de 23 millions d'utilisateurs par mois. Bien que similaire à YouTube, Veoh.com offre une sélection de contenu plus large en ce qui concerne les chaînes de télévision, et permet aux internautes de regarder des épisodes d'émissions, avec une durée allant jusqu'à 30 minutes. Veoh héberge une palette de programmes, du contenu généré par les utilisateurs au contenu créé par les studios de cinéma ou de télévision.
Veoh propose également la VeohTV en bêta. C'est une application basée sur le pair à pair (peer-to-peer) qui permet une meilleure qualité dans les vidéos et un environnement contrôlable à distance. Les internautes peuvent utiliser la télécommande de leur media center avec le Lecteur, et le connecter (en passant par un PC) à leur télévision. La VeohTV bêta a un concept semblable au numériscope. Des vidéos venant de n'importe quel site peuvent être téléchargées et enregistrées pour un visionnage ultérieur. Aucune connexion internet n'est nécessaire pour regarder les vidéos enregistrées sur le lecteur. Les utilisateurs peuvent aussi s'abonner à des flux RSS, à des éditeurs de contenu ou à des chaînes, et recevoir automatiquement de nouveaux contenus directement sur le lecteur.

## Poster des vidéos
Les créateurs de contenu peuvent utiliser leur ordinateur pour transférer des vidéos pour leur diffusion. Veoh convertit le fichier pour que la vidéo soit disponible sur l'application Lecteur de Veoh, sur Veoh.com, soit publié sur le site du créateur, sur des appareils portatifs comme les iPods et les Sony PSP, et sur les sites de vidéos à caractère viral. Les éditeurs peuvent personnaliser la présentation de leur contenu, publier automatiquement via flux RSS, organiser les émissions en séries à épisodes ou des chaînes complètes, et proposer du contenu à la vente.
Le passage du compte gratuit au statut de Pro permet à l'utilisateur d'accéder au système de publication, en transférant automatiquement les vidéos postées sur YouTube, Google Video ou Myspace. Ils peuvent aussi voir le nombre de fois leur vidéo a été visionnée, téléchargée, et les commentaires venant des autres sites sur leur page "Mes Vidéos".

## Technologie
Veoh utilise la technique du pair à pair (peer-to-peer) pour son application lecteur, et Adobe Flash pour le streaming des vidéos (sur son site). Veoh déclare que son utilisation du pair à pair dans l'application Player permet la distribution de fichiers vidéo plus longs et à un prix plus bas. Cela signifie également que les frais en bande passante n'augmenteront pas en directe proportion du nombre d'utilisateurs.
Selon le site officiel, Veoh est un gratuiciel (ou freeware) mais pas un logiciel libre. Le public n'est pas autorisé à lire le code et modifier le programme comme habituellement avec les Logiciels Libres.

## Recommandations
Le moteur de recommandations de Veoh a pour but de permettre aux utilisateurs de trouver du contenu qui les intéresse. Ce moteur fut conçu par le cofondateur de Veoh, Dr Ted Dunning, directeur technique. Les recommandations de Veoh sont basées sur le comportement de l'utilisateur. Pendant que les utilisateurs regardent, notent, et téléchargent des vidéos, le système de recommandations Veoh "apprend" ce qui les intéresse et présente des choix de vidéos aux critères similaires.

## Controverse et critiques
Le programme Veoh a la capacité de supprimer des fichiers du disque dur de l'utilisateur. Quand il lit un fichier, le programme vérifie si la vidéo a été retirée du site pour violation supposée du copyright. Si c'est le cas, le programme supprimera le fichier sans que l'utilisateur ait le choix.
En février 2008, Veoh a rétabli les téléchargements en haute définition pour ceux utilisant VeohTV Bêta en donnant le fichier dans son format original. Aussi, les utilisateurs ne souhaitant pas que Veoh retire des vidéos de leur disque dur, il leur suffit de déplacer le fichier du dossier Veoh vers un autre emplacement.

## Fin d'activité
Après plusieurs procès intentés par UMG où celle-ci avait été à chaque fois déboutée, la société Veoh s'est retrouvée à court de liquidités, le dernier jugement ne lui ayant pas accordé le remboursement des frais qu'elle avait engagés pour sa défense devant les tribunaux. Selon Slashdot, son dépôt de bilan est envisagé.